# Adolfo Pérez Esquivel
Adolfo Maria Pérez Esquivel (Buenos Aires, 26 novembre 1931) è un pacifista argentino, vincitore del premio Nobel per la Pace nel 1980, per le denunce contro gli abusi della dittatura militare argentina negli anni settanta del XX secolo.

## Biografia

### Gioventù

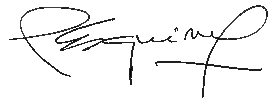
Firma

Il padre di Adolfo Pérez è Cándido Pérez González, nato in un piccolo paese della provincia spagnola della Galizia, dove esercita l'attività di pescatore fino a che emigra in Argentina a Buenos Aires. Qui conosce Mercedes Petrona, una ragazza discendente dalla tribù dei Guaraní, che sposa e che diventa la madre di Adolfo Perez, terzo di quattro figli che rimangono orfani di madre quando Adolfo ha tre anni. Il lavoro per mantenere la famiglia non permette al padre di seguire i figli così Adolfo viene accolto dall'orfanotrofio Patronato Espanol, gestito dalle suore carmelitane scalze spagnole.
All'età di sette anni ritorna in famiglia dove un ruolo importante nella sua crescita lo svolge la nonna materna Eugenia, da cui conosce la lingua e la cultura guaraní. Nel 1946 conosce Amanda Itatí Guerreńo, la ragazza con cui condividerà poi tutta la vita. Assieme si iscrivono all'Università Nazionale di La Plata. Ha frequentato l'Escuela Nacional de Bellas Artes e l'Università Nazionale di La Plata, dove è diventato architetto e scultore. Nel 1956 sposa Amanda. Per venticinque anni, ha insegnato architettura nelle scuole secondarie e in quelle di livello accademico.

### L'impegno pacifista e la dittatura

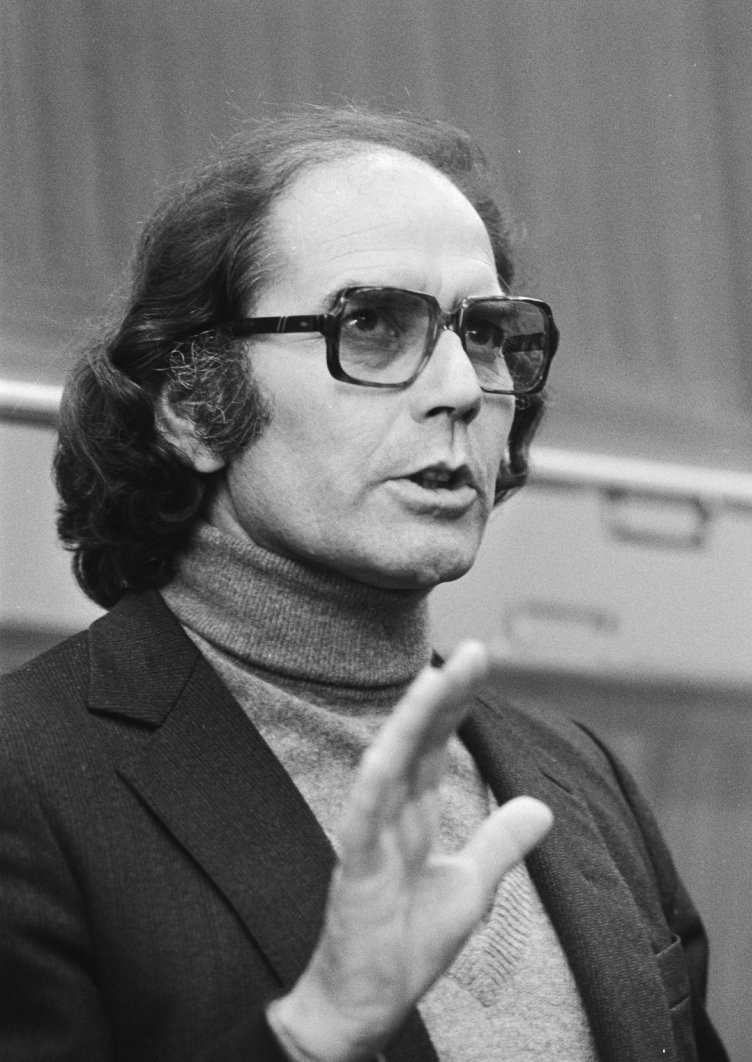
Esquivel nel 1983

Dall'adolescenza Adolfo riflette sull'insegnamento non violento di Gandhi e di Lanza del Vasto che, a diciotto anni, incontra personalmente durante una conferenza sulla non violenza all'Università di Buenos Aires. Negli anni sessanta, Perez Esquivel inizia a collaborare con alcuni gruppi pacifisti di cristiani latinoamericani. Nel 1974, decide di lasciare l'insegnamento per dedicarsi interamente all'assistenza ai poveri e alla lotta contro le ingiustizie sociali e politiche, attraverso la prassi della non-violenza. Dopo il colpo di Stato di Jorge Rafael Videla (avvenuto il 24 marzo 1976), ha contribuito alla formazione di “El Ejercito de Paz y Justicia” un'associazione di difesa dei diritti umani che si è prodigata anche per assistere le famiglie delle vittime del regime e della guerra delle Falklands/Malvinas.

### La prigionia e il Nobel per la pace
Viene arrestato nel 1975 dalla polizia brasiliana, e liberato per intervento del cardinale Arns, e nel 1976 viene incarcerato in Ecuador. Nel 1977 viene fermato dalla polizia argentina, che lo tortura e lo tiene in stato di fermo per 14 mesi senza processo.
Mentre si trova in prigione, riceve il Premio Memoriale della Pace dedicato a Papa Giovanni XXIII e ispirato dalla Pacem in Terris, un'onorificenza conferita dall'Universidad Internacional de la Paz/Universitat Internaciona de la Pau, fondazione universitaria spagnolo-catalana, e dalla formazione cattolica pacifista Pax Christi. Viene liberato nell'ottobre 1978, sotto la pressione internazionale che evita il suo omicidio tramite un volo della morte. Passa quindi un periodo di 14 mesi in libertà vigilata, fino al dicembre 1979.
Nel 1980 viene insignito del Premio Nobel per la pace per i suoi sforzi contro la dittatura ed in favore dei diritti umani, mentre nel 1999 riceverà anche il Premio Pacem in Terris assegnato dalla Chiesa cattolica a chi "si distingue nella pace e nella giustizia, non solamente nel proprio paese ma nel mondo".
Per la sua grande visibilità e mantenere le apparenze di legalità, il regime gli permette quindi di espatriare e viaggiare in Sudamerica. Nel 1981 viene di nuovo arrestato in Brasile dopo aver tenuto, all'Ordine degli avvocati di Rio de Janeiro, un discorso contro la legge sull'amnistia ai militari responsabili di crimini durante la dittatura brasiliana. Anche questa volta il suo amico cardinale Arns riesce a farlo rilasciare organizzando una manifestazione di protesta davanti al commissariato dove era detenuto.
Nel 1995 pubblica il libro Caminando junto al Pueblo, nel quale racconta la sua esperienza. Dal 2003 è presidente della Lega internazionale per i diritti umani e la liberazione dei popoli. È inoltre membro del Tribunale popolare permanente.

### Posizioni politiche e attività successive
Ha preso posizione in favore della Cuba di Fidel Castro firmando un appello con altri premi Nobel nel 2005, e del governo venezuelano di Nicolás Maduro nel giugno 2017, governi che molti osservatori internazionali accusano invece di violare i diritti umani. Esquivel ha approvato le dichiarazioni del Presidente chavista, secondo cui ci sarebbe un tentativo di colpo di Stato sostenuto dagli Stati Uniti, approfittando della crisi economico-politica venezuelana.
Ha inoltre difeso papa Francesco dalle critiche di alcuni per il suo atteggiamento durante la dittatura argentina e sostenuto inizialmente il governo kirchnerista, durante la presidenza di Néstor Kirchner ma muovendo delle critiche alla moglie Cristina, suo successore, distanziando in questo caso la sua posizione da quella delle Madri di Plaza de Mayo. Si è detto fortemente contrario a interventi armati e bombardamenti europei e statunitensi durante i conflitti in Libia e in Siria.
Nel 2013, alla morte in carcere dell'ex dittatore Videla, Esquivel ha commentato che "nessuno dovrebbe gioire in ogni caso di morte", aggiungendo che "scompare il corpo di Videla, ma non i danni che ha fatto al Paese".